# Deismus
Als Deismus („Gotteslehre“, von lateinisch deus „Gott“) bezeichnet man eine Religionsauffassung, nach der nur Vernunftgründe, nicht die Autorität einer Offenbarung, zur Legitimation theologischer Aussagen dienen können. Die deistischen Gottesvorstellungen sind allerdings sehr unterschiedlich. Im engeren Sinne sind Deisten diejenigen, die das Göttliche als „Ursprung alles Seienden“ annehmen, konkretes göttliches Eingreifen aber als „nicht begründbar“ ansehen. Im weiteren Sinne wird der Deismus als freidenkerische Glaubensströmung im Zeitalter der Aufklärung angesehen.

## Begriffsbestimmung
Die Begriffe „Deismus“ und „Deist“ kamen um die Mitte des 16. Jahrhunderts in Frankreich auf. Es handelt sich um gelehrte Wortbildungen durch Ableitung aus dem Lateinischen. Der älteste Beleg stammt aus der Instruction Chrestienne, die der Reformator Pierre Viret im Jahr 1564 in Genf veröffentlichte. Verbreitung fanden die Begriffe dann vor allem in Großbritannien. Im Deutschen ist Deist erstmals 1683 bezeugt, Deismus ab 1711.
Die Gemeinsamkeit mit dem „Theismus“ besteht darin, dass beide einen Gott annehmen, der die Schöpfung vollzogen hat. Der Unterschied besteht im weiteren Verhalten Gottes: Während der Deismus annimmt, dass Gott nicht weiter in die Welt eingreift, nimmt der Theismus an, dass Gott jederzeit als Kausalursache in die Welt eingreifen kann. Für Deisten gibt es keine Wunder (ein Ereignis, das den Naturgesetzen widerspricht) und letztlich auch keine Offenbarung. Ein Einfluss nehmender Gott wie zum Beispiel im Buch Hiob stünde ferner im Gegensatz zum freien Willen des Menschen. Der Deismus postuliert eine völlige Trennung von Gott und Welt; der Pantheismus dagegen nimmt an, dass Gott und Welt letztendlich eine Einheit bilden.

## Geschichte
Zahlreiche Vordenker der Aufklärung verbreiteten eine Form des Deismus. Gottfried Wilhelm Leibniz (1646–1716) sprach von Gott als einem Uhrmacher, der das von ihm hergestellte perfekte Uhrwerk in Gang setzte, welches seitdem von selbst weiterläuft. John Locke, einer der Hauptvertreter des Empirismus, begründete einen natürlichen Gottesglauben, christlich konnotiert, mit Wahrnehmungen und Nachdenken. Voltaire vertrat einen toleranten rationalistischen Gottesglauben, Jean Jacques Rousseaus natürliche Religion gründete nicht auf Offenbarungen und Büchern, sondern seine Gotteserkenntnis ergab sich aus eigener Erfahrung und Vernunft (raison).
Neben religionsphilosophischen Überlegungen seit der Antike hat der Deismus als wichtige Quelle den Antitrinitarismus oder Unitarismus, der im 17. Jahrhundert als „Sozinianismus“ in Europa weit verbreitet war. Siegfried Wollgast bezeichnete den Sozinianismus als „direkten Vorläufer“ des Deismus.

### England
In England, wo seit 1664 die Anhänger des Sozinianismus mit dem Tod bedroht wurden, entwickelte sich die Bewegung der Free Thinker, und am Anfang der zweiten Hälfte des 17. Jahrhunderts kam der Begriff Deismus auf. Den Hauptvertretern des Deismus (wie etwa John Locke oder dessen Schüler John Toland) ging es vor allem darum, „natürliche“ Gesetze der Vernunft dem Offenbarungsglauben entgegenzustellen.

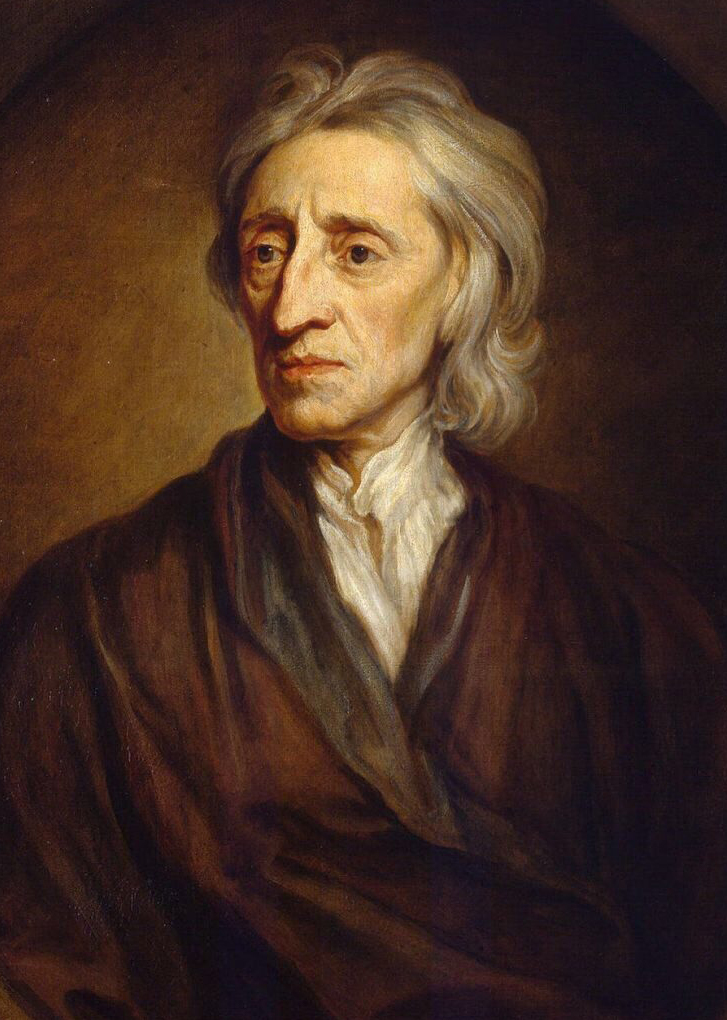
John Locke (Porträt von Godfrey Kneller, 1697)

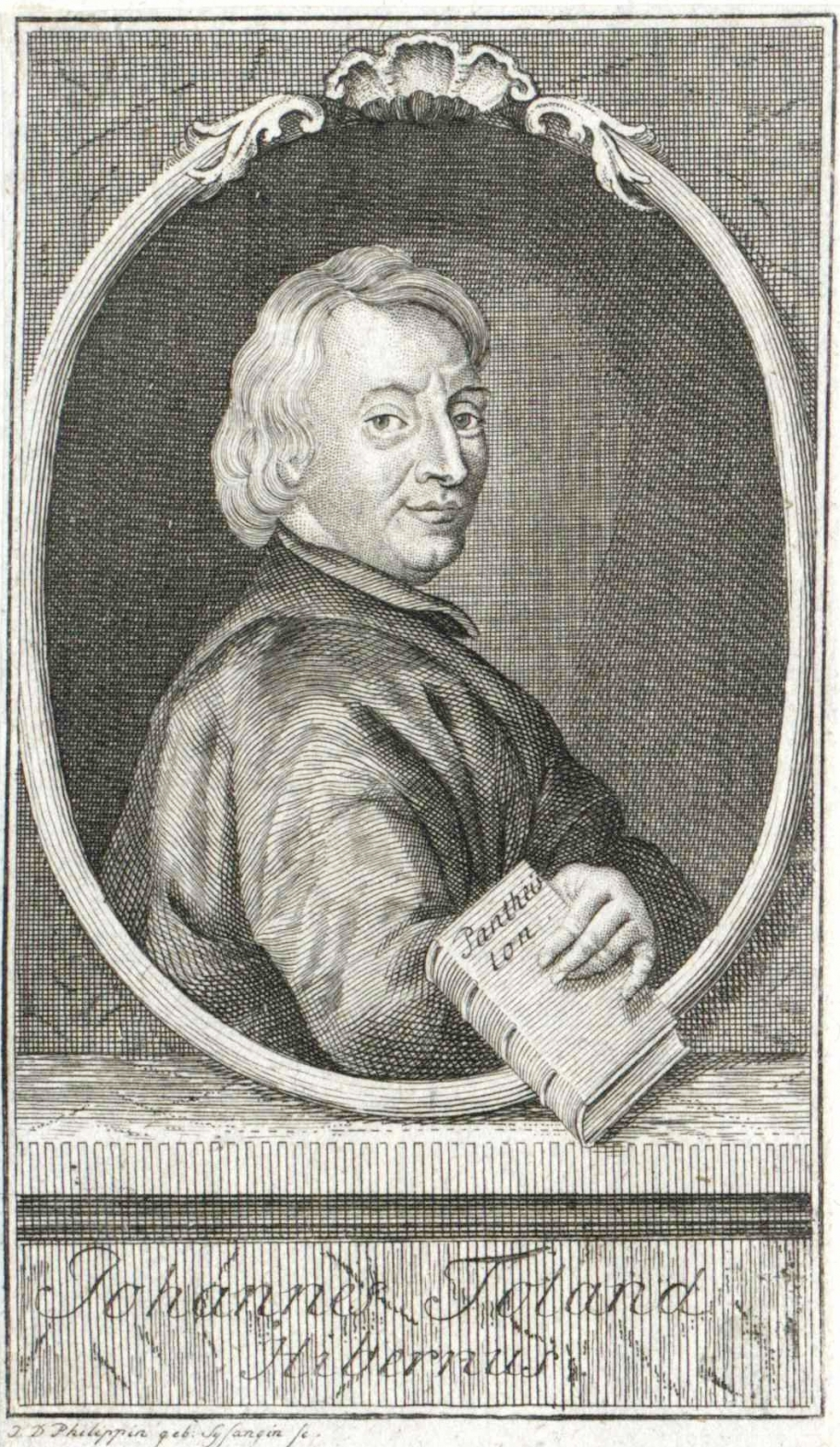
John Toland

Isaac Newton erklärte die Naturkräfte durch das Eingreifen Gottes (spirituelle Kräfte). Dagegen wandte Leibniz ein, Newton betrachte Gott als einen „schlechten Uhrmacher“, der sein Werk nicht vollendet gestaltet habe. Dies war Ausdruck des klassischen Deismus. Das alte Uhrmacherargument, das in der Schöpfung eine Äußerung göttlichen Planens sah, wird verschärft. Gott habe der Welt nur am Anfang einen Plan gegeben. Jedes spätere Eingreifen seinerseits wird als Mangel der ursprünglichen Schöpfung interpretiert.
Für Lord Henry Bolingbroke waren Christentum und Kirche lediglich Mittel, die dem Staat dazu dienen, die Instinkte des Menschen im Zaum zu halten. Nur soweit das Christentum mit den Grundsätzen der Vernunft zu vereinbaren sei, wohne ihm Wahrheit inne. Der Kirchenglaube dagegen sei nichts als Menschenwerk, werde nur aus Gründen der Staatswohlfahrt aufrechterhalten und von gut bezahlten Pastoren dem abergläubischen Volk trügerisch als göttliches Gebot vermittelt.

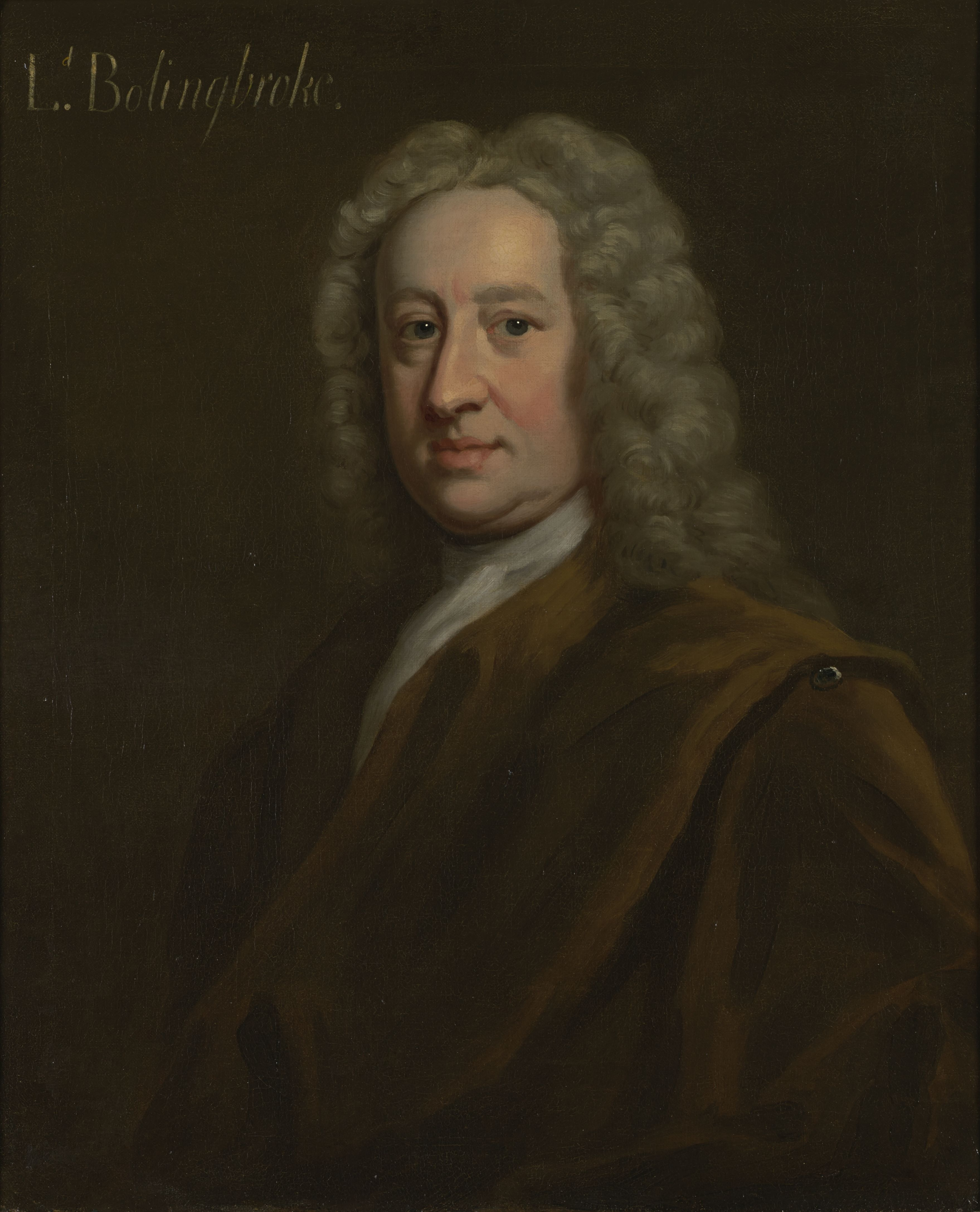
Henry St John, 1. Viscount Bolingbroke

Matthew Tindal veröffentlichte im Jahr 1730 sein Werk Christianity as old as Creation; or, the Gospel a republication of the religion of nature, das sehr bekannt wurde und bald als „Bibel des Deismus“ galt. Unter allen Religionen hielt er allein ein von Offenbarung befreites Christentum, die deistische Urreligion, für wahrhaftig. Die Bibel sei das Dokument dieser natürlichen Religion, welches vernünftig zu interpretieren sei. Wunder und Prophezeiungen, die in der Bibel geschildert werden, lehnte er ebenso ab wie jede anthropomorphe Gottesvorstellung. „Offenbarung“ bezeichnete er als Schwindel, der der Welt durch Priester untergeschoben worden sei. Die Religion solle auf moralischen Grundsätzen beruhen und eine tolerante Haltung gegenüber Andersdenkenden einnehmen, ausgenommen Atheisten, die die Religion zerstören wollten. Bereits im Jahr 1741 wurde der Text ins Deutsche übersetzt und gewann danach einigen Einfluss in protestantischen aufgeklärten Kreisen der deutschen Länder. Ein Buch Tindals wurde 1710 auf Veranlassung des Unterhauses verbrannt.
Auch ein Freund Lockes, Anthony Collins, trat für einen deistischen Gottesglauben ein und wurde deshalb wie Bolingbroke und Tindal angefeindet und verfolgt, sodass er Großbritannien mehrmals zeitweise verlassen musste; in den Niederlanden fand er Zuflucht.
Der irische Philosoph und Theologe George Berkeley formulierte – anknüpfend an Locke und René Descartes und in Abgrenzung zu Newtons und Leibniz’ Uhrmacherbild – idealistische deistische Thesen: Natur und Dasein haben ihren Ursprung in Gott und existieren durch Gott. Der Mensch entwickelt durch seine Wahrnehmungen Ideen, die Gottes Geist in ihm hervorbringt. Auch David Humes religionsphilosophische Werke The Natural History of Religion (Die Naturgeschichte der Religion) 1757 und die posthum veröffentlichten Dialoge über natürliche Religion haben deistische Tendenzen.
In einigen Ländern gab es Deisten in der Freimaurerbewegung, beispielsweise Voltaire in Frankreich, Thomas Paine, einen der Gründungsväter der Vereinigten Staaten, sowie Thomas Jefferson, Verfasser der „Gründungserklärung“ und 3. Präsident der USA, der sich für die Trennung von Religion und Staat einsetzte. In seinem Werk Age of Reason (Zeitalter der Vernunft) begründete Paine seinen unitarischen Glauben an nur einen Gott und verband ihn mit der Hoffnung auf „einen glücklichen Zustand nach diesem Leben“. Laut Paine besteht die wahre Religion darin, gerecht zu handeln, Mitleid zu zeigen und die Mitmenschen glücklich zu machen. Sowohl in England als auch in Frankreich geriet er in Konflikt mit den staatlichen Mächten und war Verfolgungen ausgesetzt, sodass er schließlich in die USA zurückkehrte.

### Deutschland

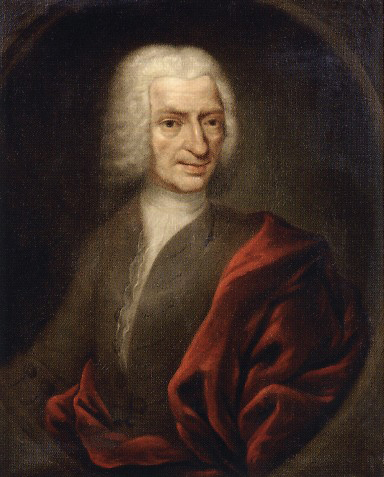
Gerloff Hiddinga: Hermann Samuel Reimarus, 1749

Der Deismus war im aufgeklärten Absolutismus großer Teile Deutschlands weniger verbreitet als in seinem Herkunftsland. Neben Adam Weishaupt, dem Gründer des Illuminatenordens, ist Hermann Samuel Reimarus zu nennen. Er war ein Wegbereiter der Bibelkritik, hielt sich in der Öffentlichkeit aber zurück. Die von Gotthold Ephraim Lessing zwischen 1774 und 1778 veröffentlichten Fragmente seiner Schriften (Fragmente eines Ungenannten) führten zum so genannten Fragmentenstreit, der wichtigsten polemisch geführten Auseinandersetzung zwischen Aufklärung mit mehr oder weniger deistischen Positionen, verbunden mit detaillierter radikaler Bibelkritik einerseits und der protestantischen Orthodoxie auf der anderen Seite. Die Hauptkontrahenten waren Lessing und Johann Melchior Goeze.